# Ismene nutans
Ismene nutans är en amaryllisväxtart som först beskrevs av Ker Gawl., och fick sitt nu gällande namn av Herb.. Ismene nutans ingår i släktet Ismene och familjen amaryllisväxter. Inga underarter finns listade i Catalogue of Life.